# Paul Meyer (filologo)
Marie Paul Hyacinthe Meyer (Parigi, 17 gennaio 1840 – Parigi, 7 settembre 1917) è stato un filologo francese.

## Biografia
Formatosi alla École nationale des chartes di Parigi come archivista e medievista, iniziò la sua carriera nel 1863 entrando a far parte del dipartimento manoscritti della Biblioteca nazionale di Francia.
Si occupò dei poeti trovatori in lingua provenzale, ma estese il suo campo di studi a tutta la letteratura romanza medioevale. È a tutt'oggi ancora considerato fra i massimi esperti della lingua francese.
Nel 1876 diventò professore di lingue e letteratura dell'Europa meridionale al Collège de France; nel 1882 direttore dell'Ecole des Chartes e, l'anno seguente, membro dell'Académie des inscriptions et belles-lettres (Accademia delle iscrizioni e belle lettere) di Parigi.
Pubblicò le prime edizioni tradotte e commentate di molti manoscritti medievali francesi e normanni sia autonomamente che per la Société des anciens textes français (Società di letteratura antica francese) e la Société de l'histoire de France (Società della storia di Francia). Tra i manoscritti più importanti pubblicati vi sono:
- L'Apocalypse en français au XIIIe siècle (siglato Paris MS fr. 403) (1900-1, edito assieme allo storiografo Léopold Delisle)
- Aye d'Avignon (1861), assieme a François Guessard.
- Roman de Flamenca (1865)
- La Histoire de Guillaume le Maréchal, comte de Striguil et de Pembroke, régent d'Angleterre[1], (3 volumi, 1891-1902)
- Raoul de Cambrai (1882), assieme a Auguste Longnon.
- Fragments d'une vie de Saint Thomas de Canterbury (1885)
- Guillaume de la Barre (1894).

Lo studioso francese fu anche uno dei fondatori di Revue Critique de Philologie, nonché fondatore e capo redattore di Romania, due riviste letterarie incentrate sulla filologia medievale.

## Opere
- Rapports sur les documents manuscrits de l'ancienne littérature de la France conservés dans les bibliothèques de la Grande-Bretagne (1871)
- Recueil d'anciens textes bas-latins, provençaux et français (2 parti, 1874-1876)
- Alexandre le Grand dans la littérature française du moyen âge (2 volumi, 1886).